# USS Excelsior (NCC-2000)
USS Excelsior s registračním číslem NCC-2000 (původně NX-2000) je fiktivní hvězdná loď ze světa Star Treku. Jedná se o křižník třídy Excelsior sloužící hlavně k průzkumným účelům jakož i zbytek lodí Hvězdné flotily. NCC 2000 je první prototyp této třídy. Od začátku byl Excelsior pouze jako nejistý projekt, díky instalaci experimentální "galaktického motoru" (transwarp pohon).

## Technické údaje
- Délka: 467 m
- Šířka: 185 m
- Výška: 100 m
- Hmotnost: 1 525 000 t
- Posádka: 520 příslušníků HF
- Počet palub: 28
- Životnost: 100 let (při řádné údržbě a méně častém nasazování v boji)

### Výzbroj
- Phaserové banky: 12 (typ VIII)
- Torpédomety: 4 (celková zásoba: 150 fotonových torpéd)

### Rychlost
- Běžná bezpečná cestovní rychlost: Warp 6
- Maximální cestovní rychlost: Warp 8,2
- Maximální technická rychlost: Warp 8,6 (udržitelná jen 12 hodin)

### Vlastnosti
Celá třída Excelsior překonává veškeré dosud technické možnosti dřívějších lodí. Manévrování překonává i mnohé lodě z TNG a je nejlepší z celé Hvězdné flotily na konci 23. století.
Síla phaserů a výzbroj fotonovými torpédy překonává veškerou tehdejší palebnou sílu na kterékoli lodi, stejně jako štíty. Celkově je to směs extrémů, ale dobrých.

## Historie lodi
Loď byla postavena v docích u Hvězdné základny 1 jakožto prototyp nové třídy Excelsior, která měla být tímto otestována ale zároveň měl Excelsior sloužit jako klíčová loď proti případnému napadení Federace.
Na začátku své existence zásadně selhal.
První selhání nastalo při pronásledování USS Enterprise, kterou si vypůjčil admirál Kirk. Tehdy ji měl v rukou kapitán Styles, který nahradil Hikaru Sulua, který byl pro tuto funkci určen od samotného postavení, což mu překazil projekt Genesis doktorky Carol Markusové. Excelsior vyrazil impulsovými motory z doku, ovšem Enterprise přešla na warp a Styles vydal rozkaz zapnout transwarp. Po aktivaci přišla loď téměř o všechnu energii, díky zásahu pana Scotta, který vytáhl jednu ze součástek transwarpu. Byl to zároveň první výlet z doku.
Druhé selhání nastalo při příletu Sondy (též Cestovatele), kdy byla lodi vysáta veškerá energie a to včetně celého doku. Paradoxně byl Excelsior podruhé zachráněn před sebezničením (viz Transwarp).
Po přibližně dalším roce byl Excelsior vypuštěn znovu, tentokrát už pod velením kapitána Sulua. Loď vyrazila na několikaletou misi, která měla prověřit jeho schopnosti, ovšem bez transwarpu. Při mapování jednoho sektoru zachytil Excelsior výbuch klingonského měsíce Praxis (viz ST VI: The Undiscovered Country) a sehrál později zásadní roli v boji po boku USS Enterprise proti klingonskému maskovanému dravci. Excelsior byl ten, kdo ho proměnil ve vrak, poté co ho USS Enterprise odhalila zásahem fotonového torpéda.

## Transwarp
Transwarp je projekt Hvězdné flotily, který měl prakticky nahradit warp, jakožto výrazně výkonnější, lépe řečeno pohon lodi nejvyšší úrovně. Spočíval v překročení transbariéry a dosáhnutí warpu 10, tj. nekonečné rychlosti. Loď by za takových okolností byla všude najednou a čas ani vzdálenost by nehrála roli. 
První pohon byl umístěn na USS Excelsior, jakožto na testovací loď. Při pozdějších zkouškách (po událostech se Sondou) se ukázalo že řádná aktivace by způsobila implozi lodi, tedy její naprostou zkázu. Po roce snažného vylaďování byl nakonec pohon z Excelsioru odmontován a celý projekt byl zrušen jako nepovedený Genesis.
Excelsior dále fungoval se standardním warpem, i když nejvýkonnějším té doby. Projekt naprázdno spotřeboval několik miliard kreditů, což byla ovšem cena za výzkum a prototypy pohonů.
V seriálu Star Trek Voyager v díle Treshold (2-15) byla rychlost pokořena Tomem Parisem na palubě raketoplánu. Tím se potvrdila teorie nekonečné rychlosti. Následky na organismy byly projevené urychlenou evolucí o několik miliónů let. Tím se stala rychlost nepoužitelnou pro běžné lety.